# Album (musikalbum av Girls)
Album är Girls debutalbum, släppt 22 september 2009 på True Panther Sounds. Albumet fick överlag positiva recensioner av musikkritiker, med 80 av 100 poäng på Metacritic.

## Låtlista
| Nr           | Titel                     | Längd |
| ------------ | ------------------------- | ----- |
| 1.           | Lust for Life             | 2:25  |
| 2.           | Laura                     | 4:51  |
| 3.           | Ghost Mouth               | 3:11  |
| 4.           | God Damned                | 2:17  |
| 5.           | Big Bad Mean Motherfucker | 2:15  |
| 6.           | Hellhole Ratrace          | 6:56  |
| 7.           | Headache                  | 4:00  |
| 8.           | Summertime                | 5:39  |
| 9.           | Lauren Marie              | 4:58  |
| 10.          | Morning Light             | 2:36  |
| 11.          | Curls                     | 2:08  |
| 12.          | Darling                   | 2:59  |
| Total längd: | Total längd:              | 44:17 |